# NMBS/SNCB-Reihe 20
Die Reihe 20 ist eine Baureihe elektrischer Lokomotiven der NMBS/SNCB, die von La Brugeoise et Nivelles hergestellt wurde.

## Geschichte

### Bestellung und Inbetriebnahme
Die Reihe 20 wurde Mitte der 1970er-Jahre entwickelt und war die erste belgische Lokomotive, deren Fahrmotoren mit Thyristoren angesteuert wurden. Diese Technologie war bei Gleichstrom-Lokomotiven bisher nicht angewendet worden. Die erste Bestellung der Reihe 20 umfasste 15 Maschinen und wurde bald darauf um 10 weitere Lokomotiven auf 25 aufgestockt.
Die Einführung der neuen Technik erfolgte ohne Prototypen und verursachte anfangs häufige Betriebsstörungen, die dazu führten, dass zwischenzeitlich ausgemusterte Lokomotiven der Reihe 29 reaktiviert wurden. Kurzzeitig erfolgten auch Fahrten der Lokomotiven auf der grenzüberschreitenden Strecke bis Aachen Hauptbahnhof, die auf dem deutschen Streckenabschnitt mit Oberleitung deutscher Bauart unter belgischem Stromsystem ausgestattet ist. Bei diesen Fahrten stellte sich heraus, dass der Stromabnehmer der Reihe 20 nicht mit der deutschen Oberleitung kompatibel war, der Einsatz auf deutschem Gebiet wurde daraufhin unterbunden.

### Regelbetrieb
In späteren Betriebsjahren erfolgte der Einsatz der Reihe vor normalen innerbelgischen Personenzügen, ebenfalls vor internationalen Personenzügen nach Luxemburg. Ab 2007 wurde das Zugsicherungssystem Memor II+ auf dem luxemburgischen Schienennetz obligatorisch, nur die Lokomotiven 2001 bis 2007 wurden damit ausgerüstet und behielten so ihre Zulassung für das Luxemburgische Schienennetz der CFL. Ebenfalls wurde sie unter B-Logistics, wegen ihrer hohen Leistung auch vor Güterzügen eingesetzt.
Die Erfahrungen mit der Reihe 20 wurden für die Konstruktion der Reihe 13, der Reihe 21 und der Reihe 27 genutzt.
Der Regelbetrieb der Reihe 20 endete 2013.

### Verbleib
- Lok 2001 ist von der SNCB geschützt hintergestellt.
- Lok 2005 die bis in das Jahr 2014 von der SNCB aufbewahrt wurde, wurde vom PFT-TSP Verein zur Organisation von 2 Abschiedsfahrten verwendet und wurde zu diesem Anlass in grüner Lackierung, der Originallackierung, neu lackiert. Seit September 2018 wurde sie zum Verkauf angeboten und schließlich im November 2018 vom Eisenbahnverein CFV3V erworben, um im Museum in Treignes ausgestellt zu werden.
- Lok 2021 wird vom PFT-TSP Verein im Retrotrain Museum in Saint-Ghislain aufbewahrt.[2]